# شارب القط الأحمر
شارب القط الأحمر (الاسم العلمي:Orthosiphon ruber) هو نوع من النباتات يتبع جنس شارب القط من الفصيلة الشفوية.